# Elachista constitella
Elachista constitella is een vlinder uit de familie grasmineermotten (Elachistidae). De wetenschappelijke naam is voor het eerst geldig gepubliceerd in 1859 door Frey.
De soort komt voor in Europa.